# Southwestern High School (Michigan)
Southwestern High School a fost un liceu din sud-vestul⁠(d) orașului Detroit, Michigan. Face parte din districtul școlilor publice din Detroit. Zona școlii, sud-vestul Detroitului, are cea mai mare parte a populației latino din Detroit. Școala era situată într-o clădire cu trei etaje. S-a închis în 2012.
Școala a deservit cartierele Boynton–Oakwood Heights⁠(d), Delray⁠(d) și Springwells⁠(d) din septembrie 1916 până în iunie 2012.